# Park Mieczysława Michalskiego w Lęborku
Park Mieczysława Michalskiego w Lęborku – park miejski w Lęborku, dawny cmentarz ewangelicki.

## Historia
Cmentarz w tym miejscu powstał (poza murami miejskimi) w XVII wieku dla wiernych z lokalnej parafii ewangelickiej oraz parafii staroluterańskiej, jak również dla zmarłych pacjentów szpitala św. Jerzego. Cmentarz na planie trójkąta powstawał etapami na ziemi podarowanej przez rodzinę Nipkow. W 1906 cmentarz został opłotowany. Płot był żelazny, a słupy wzniesiono z kamienia ciosanego. Wejść był pięć: trzy bramy i dwie furty. Na cmentarzu pochowani byli m.in. rodzice Paula Nipkowa (Teresa i Fryderyk). 
Nekropolia istniała do lat 60. XX wieku, kiedy to została przekształcona w Park im. 20-lecia PRL. Zachowały się: kaplica cmentarna, fragmenty podmurówki płotu, fragment płotu na tyłach kaplicy, a także fragmenty płyt i nagrobków zgromadzone w niewielkim lapidarium. Od strony wschodniej stoi pomnik Zesłańcom Sybiru. Kaplica jest użytkowana przez parafię Ewangelicko-Augsburską Świętego Krzyża w Słupsku (filia lęborska).